# Entente Sportive de Collo
Entente Sportive de Collo ist ein algerischer Fußballverein aus Collo. Er trägt seine Heimspiele im Stade Benjamaa Amar aus.
Der Verein wurde 1923 unter dem Namen L’Entente Sportive Colliotte gegründet. 1976 wurde der Verein in WFK Collo (Wifak Khachab wal Felline Collo) umbenannt. 1986 erreichte er das Finale um die Coupe d’Algérie, wo er dem JE Tizi-Ouzou unterlag. Dennoch qualifizierte er sich erstmals für den afrikanischen Wettbewerb, wo er die zweite Spielrunde erreichte und dort an FAR Rabat scheiterte. Aktuell spielt der Verein der Amateur Spielklasse. Wann der Verein wieder seinen alten Namen angenommen hat, ist nicht bekannt.

## Statistik in den CAF-Wettbewerben
| Wettbewerb                    | Runde    | Gegner                | Hinspiel | Rückspiel |
| ----------------------------- | -------- | --------------------- | -------- | --------- |
| African Cup Winners’ Cup 1987 | 1. Runde | Sporting Clube Batafa | n. a.    | n. a.     |
|                               | 2. Runde | FAR Rabat             | 3:2 (H)  | 1:5 (A)   |

- 1987: Der Sporting Clube Batafa zog seine Mannschaft nach der Auslosung zurück.